# Candelaria (Nevada)
Candelaria é uma cidade fantasma no condado de Mineral, estado do Nevada, nos Estados Unidos, a aproximadamente 195 quilómetros (121 milhas) a sudoeste de Fallon. Na atualidade o local de Candelaria é dominada pela Kinross Gold Candelaria Mine no  Mt. Diablo, e guardas não permitem que alguém estranho à empresa entre.

## História
A área, onde Candelaria se desenvolveu primeiro atraiu as atenções em 1864 quando prospetores mexicanos trabalhando na área próxima de Mt Diablo descobriram depósitos de prata na vertente norte da montanha. Todavia a informação levou muito tempo a espalhar-se e Candelaria não foi uma verdadeira cidade, ou mesmo um campo mineiro, até que um grupo de prospetores europeus, principalmente alemães e eslovacos terem alcançado a área em 1879 e fundarem um campo mineiro e que rapidamente deu origem a uma cidade. A primitiva presença mexicana na área deu origem ao nome Candelaria.
Enquanto a população ia aumentando, os inícios de Candelaria foram marcados pela quantidade insuficiente de água para abastecer os mineiros que afluíam cada vez em maior número. Candelaria ficou conhecido como um "campo seco". Uma nascente maior num vale próximo (a cerca de 14 quilómetros) fornecia água a Candelaria, mas os custos do transporte da água eram elevados. 
A nascente próxima apenas era suficiente para fornecer água à população da cidade, pouca ou nenhuma podia ser utilizada na mineração e no processamento do minério das minas. O engenho mineiro em Candelaria tinha de operar como um engenho seco, que espalhava poeiras tóxicas por toda a área da mina. Como em outros campos mineiros onde um processo de mineração (h)úmido era usado, os mineiros sofriam de doenças respiratórias. Os habitantes da área respiravam umas finas partículas de poeira criadas pelo processo de mineração que originava infeções respiratórias e doenças que terminavam muitas vezes em morte.
A maior mina, Northern Belle, produziu e expediu aproximadamente 15 milhões de dólares nos seus depósitos. Devido à riqueza que a cidade gerava, surgiram na cidade dois hotéis, várias lojas, vários saloons, bordéis, três médicos (para tratar das doenças respiratórias dos mineiros), advogados e outros profissionais. A chegada da linha férrea a Candelaria em 1882 terminou com os problemas do abastecimento de água, começaram a chegar tanques de água trazidos por vagões. Contudo, em 1893, um pânico financeiro diminuiu e o desenvolvimento das minas terminou e como resultado muitas das minas encerraram. Brevemente, a cidade perdeu população, muitos habitantes partiram para outras áreas onde podia ser encontrado emprego e condições de vida melhores.
Candelaria não mais recuperaria a sua importância, alguns surtos de atividade aumentavam a população, mas muitas vezes  não passaram de especulação e a população partia tão rápidamente como chegara. No início da década de 1920, a população de Candelaria não passava de uma dezena, em 1939 a estação de correio encerrou e em 1941 Candelaria era verdadeiramente uma cidade fantasma.
Devido à localização remota, a maioria dos vestígios permaneceram intactos durante anos, Se bem que não totalmente imune ao vandalismo, muito da preservação dos edifícios deve-se ao meio ambiente envolvente: invernos frios com muita neve e verões secos, quentes e por vezes ventosos, não eram muito propícios para que as pessoas pudessem alcançar tal local. Em meados da década de 1980 foi aberta uma mina do lado sul do Mt Diablo. Foram erguidos sinais avisando que é propriedade privada e que ninguém estranho à mina pode passar. Isto permitiu que os vestígios da antiga mina permaneçam intactos e livres de vandalismo, como aconteceu com outras cidades fantasmas.